# 羽茂郡
羽茂郡（日语：／ Hamochi gun */?）為新潟縣（佐渡國）的一個郡。已於1896年4月1日因實行郡制併入佐渡郡而廢除。

## 郡域
1878年（明治十一年）時羽茂郡包括以下區域，相當於現在的佐渡市。地區劃分參考佐渡市 市政概要 （页面存档备份，存于）。
- 小木地區（全域）
- 羽茂地區（全域）
- 赤泊地區（全域）
- 畑野地區（松崎、多田、濱河內、丸山）
- 真野地區（豐田、瀧脇、背合、大須、靜平、下黑山、大小、大倉谷、田切須、西三川、椿尾）

## 歷史
養老五年（721年）、佐渡國唯一的郡雜太郡被分拆為雜太郡、加茂郡和本郡。

### 近代沿革
- 幕末時全郡均為佐渡奉行管轄的幕府領。《舊高舊領取調帳》記載了明治初年羽茂郡存在的村，有「●」的為寺社領。（1町62村）

豐田村、瀧脇村、背合村、大須村、笹川拾八枚村、小立村、大立村、●倉谷村、●西三川村、田切須村、高崎村、●椿尾村、●小泊村、龜脇村、堂釜村、●井坪村、●大浦村、池野平村、金田新田、木流村、田野浦村、江積村、白木村、澤崎村、深浦村、犬神平村、強清水村、宿根木村、小木町、小木村、木野浦村、小比叡村、●村山村、上山田村、下黑山村、下川茂村、瀧平村、大崎村、飯岡村、●羽茂本鄉、●西方村、●清士岡村、●大石村、大泊村、野崎村、赤岩村、大杉村、杉野浦村、新保村、柳澤村、真浦村、赤泊村、德和村、上川茂村、外山村、腰細村、山田村、莚場村、丸山村、河內村、多田村、松崎村
- 慶應四年
  - 四月十五（1868年5月7日） - 由佐渡裁判所管轄。
  - 九月初二（1868年10月17日） - 改由佐渡縣（第1次）管轄。
- 明治元年
  - 十一月初五（1868年12月18日） - 改由新潟府管轄。
- 明治二年
  - 二月二十二（1869年4月3日） - 改由越後府管轄。
  - 七月二十（1869年8月27日） - 改由佐渡縣（第2次）管轄。
- 明治四年十一月二十（1871年12月31日） - 因進行第1次府縣統合，佐渡縣（第2次）改名相川縣。
- 明治九年（1876年）（1町63村）
  - 4月18日 - 因進行第2次府縣統合，改由新潟縣管轄。
  - 瀧平村一部分（新入高野集落）建立靜平村。
- 明治10年（1877年） - 以下村合併。（1町54村）
  - 大須村、小立村合併為大小村。
  - 大立村、倉谷村合併為大倉谷村。
  - 西方村、清士岡村合併為大橋村。
  - 大泊村、野崎村、赤岩村合併為三瀨村。
  - 腰細村、山田村合併為三川村。
  - 笹川拾八枚村、高崎村併入西三川村。
  - 池野平村併入入大浦村。
  - 白木村併入澤崎村。
  - 小木村一部分（村組琴浦。稱小藤田）建立琴浦村。
- 明治十一年（1878年）7月22日 - 實行郡區町村編制法。於雜太郡相川町設立「雜太加茂羽茂郡役所」，管理雜太郡、加茂郡及羽茂郡。

### 町村制以來的沿革
- 明治二十二年（1889年）4月1日 - 實行町村制，管轄下列町村，今全屬於佐渡市。（1町13村）
  - 戀浦村 ← 豐田村、背合村、瀧脇村
  - 小布勢村 ← 大小村、大倉谷村、田切須村、西三川村
  - 龜脊村 ← 小泊村、椿尾村、龜脇村、村山村
  - 岬村 ← 田野浦村、江積村、澤崎村、深浦村、犬神平村、強清水村、宿根木村、琴浦村、小木村、金田新田
  - 小木町 ← 小木町、木野浦村、小比叡村、堂釜村、井坪村、大浦村、木流村
  - 羽茂本鄉村 ← 羽茂本鄉、飯岡村、上山田村
  - 大橋村 ← 大橋村、大石村、三瀨村
  - 千手村 ← 瀧平村、大崎村
  - 川茂村 ← 下黑山村、靜平村、上川茂村、下川茂村、外山村
  - 真浦村 ← 大杉村、杉野浦村、新保村、柳澤村、真浦村
  - 赤泊村（單獨村制）
  - 德和村（單獨村制）
  - 三川村 ← 三川村、莚場村
  - 松崎村 ← 多田村、丸山村、河內村、松崎村
- 明治二十九年（1896年）4月1日 - 實行郡制，羽茂郡、雜太郡、加茂郡合併為佐渡郡，同日羽茂郡廢除。